# Edmond Nocard

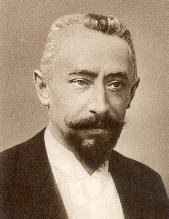
Edmond Nocard

Edmond Nocard (* 29. Januar 1850 in Provins; † 2. August 1903 in Saint-Maurice, Département Val-de-Marne) war ein französischer Tierarzt und Bakteriologe sowie Pionier der Mikrobiologie und Infektiologie. Die Bakteriengattung Nocardia ist nach ihm benannt.

## Karriere

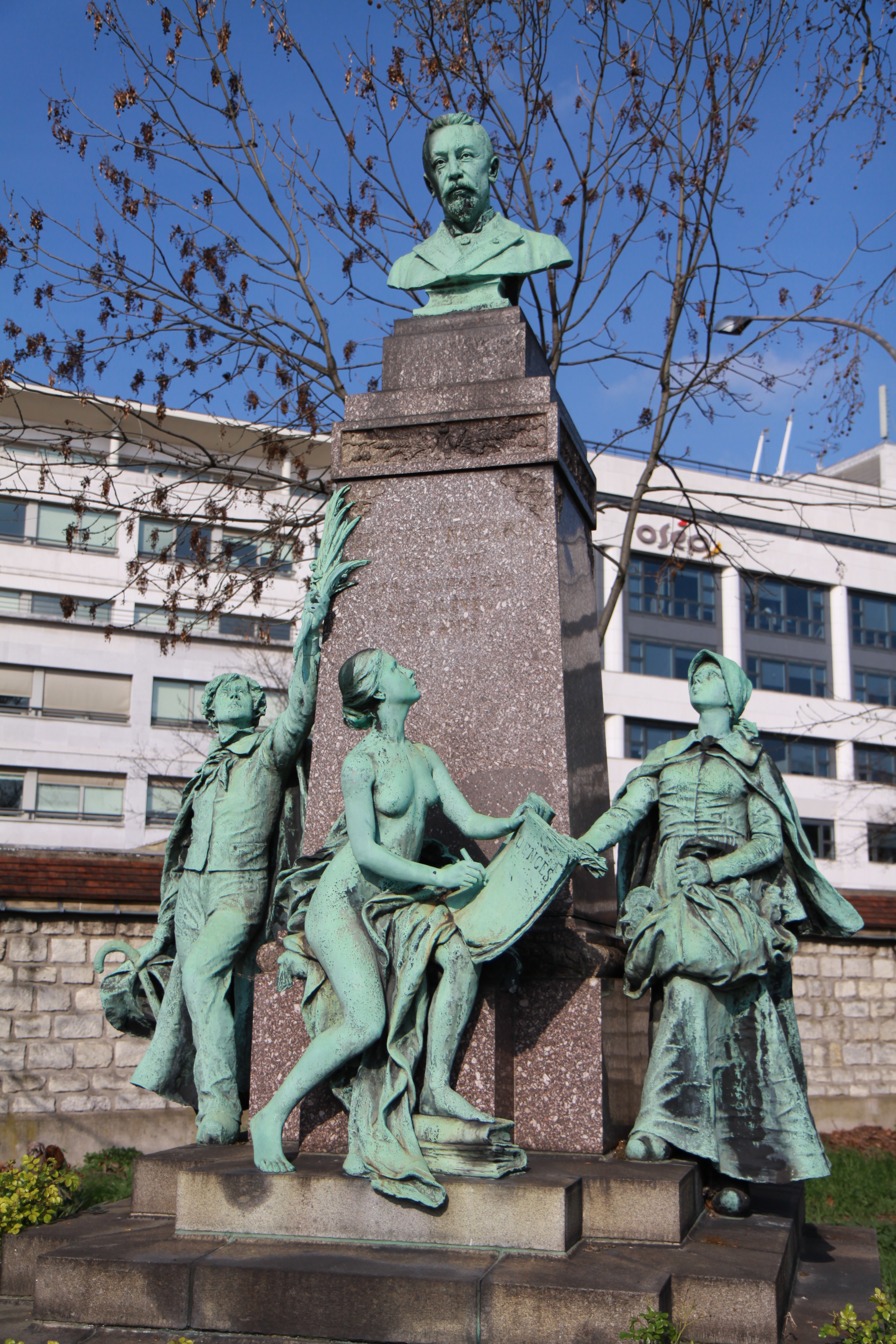
Denkmal für Edmond Nocard auf dem Campus der Universität Alfort

Edmond Nocard studierte an der Tierarzneischule in Maisons-Alfort von 1868 bis 1871 Veterinärmedizin. 1871 wurde er aufgrund des Deutsch-Französischen Kriegs zum Militärdienst einberufen, konnte sein Studium danach jedoch fortsetzen und erhielt 1873 das Diplom als Tierarzt. Von 1873 bis 1878 war er an der Klinik der Schule tätig. 1876 erhielt er den Auftrag, die neue Fachzeitschrift Les Archives Vétérinaires redaktionell zu betreuen, in der er diverse Artikel zu innerer Medizin, Chirurgie, Hygiene und Recht in der Veterinärmedizin veröffentlichte. 1878 erhielt er eine Professur für klinische und chirurgische Veterinärmedizin in Alfort. Unter seinen Studenten waren viele bedeutende Forscher, unter ihnen auch Camille Guérin und Henri Carré.
1880 wechselte Nocard als Assistent ins Labor von Louis Pasteur in Paris, wo er zusammen mit Pasteur und Émile Roux an der Weiterentwicklung des von Henry Toussaint erfundenen Impfstoffs gegen Milzbrand arbeitete. 1883 ging er zusammen mit Roux nach Ägypten, wo er eine Choleraepidemie untersuchte, den Erreger jedoch nicht isolieren konnte. Später im selben Jahr kehrte er nach Alfort zurück, wo er mit Unterstützung Pasteurs ein mikrobiologisches Forschungslabor einrichtete, aus dem später das Laboratoire National de Recherches hervorgehen sollte. In den folgenden drei Jahren entwickelte er mehrere neue bakteriologische Techniken, unter anderem auch neue Kulturmedien für Mycobacterium tuberculosis, den Erreger der Tuberkulose. In seiner klinischen Tätigkeit führte er die intravenöse Narkose mit Chloralhydrat bei Nutztieren ein und beschäftigte sich mit der Tetanusprävention.
1887 wurde er zum Rektor der Tierarzneischule und Vorsitzenden des Bereichs Infektionskrankheiten befördert. 1888 gehörte er der ersten Redaktion der Zeitschrift Annales de l'Institut Pasteur an. Das Institut Pasteur ernannte ihn 1895 zum Vollmitglied. Von 1892 bis 1896 setzte er sich wie auch Saturnin Arloing für den praktischen Einsatz des von Robert Koch entwickelten Tuberkulins zur Bekämpfung der auch für den Menschen gefährlichen Rindertuberkulose ein. In diese Zeit fällt die Publikation seines Buchs La Tuberculose Bovine: ses Dangers, ses Rapports avec la tuberculose humaine classique.
Ein weiterer Beitrag Nocards zur Tiermedizin war die Entdeckung der später nach ihm benannten Bakteriengattung Nocardia, deren ersten bekannten Organismus er 1888 als Streptothrix farcinica beschrieb. Die Bakterien dieser Gattung verursachen die Krankheit Nocardiose. Er entdeckte außerdem einen wichtigen Erreger der Euterentzündung bei Kühen, Streptococcus agalactiae, den Erreger der Pseudotuberkulose sowie mit dem Erreger der Lungenseuche der Rinder den ersten Erreger aus der Gruppe der Mykoplasmen.